# Under the sun/under the moon
「under the sun/under the moon」（アンダー・ザ・サン/アンダー・ザ・ムーン）は、日本のロックバンド・Do As Infinityの13作目のシングル。

## 概要
- 前作「陽のあたる坂道」から5ヶ月ぶりにして、初の両A面シングル[1]。
- シングルとしては初のCCCD規格で発売された[注 1]。また、両A面シングルのためか初めてカップリング曲が未収録となった。
- 表題曲はXbox専用ゲームソフト『叢-MURAKUMO-』のCMソングに使用された[1][2]。ゲームソフトのタイアップは初となった。
- オリコンチャート初登場5位を獲得。5作連続でトップ10入りを果たした。

## 収録曲
1. under the sun [4:06]
作詞・作曲：D・A・I
編曲：D・A・I、Seiji Kameda
作詞は大渡亮と川村サイコによる共作、作曲は長尾大[注 2]。大渡曰く「転調がたくさんあるなかで奇跡的に成立している曲」とのこと[2]。
2. under the moon [4:27]
作詞・作曲：D・A・I
編曲：D・A・I、Seiji Kameda
作詞は伴都美子、作曲は長尾大[注 3]。
3. under the sun (Instrumental) [4:06]
作曲：D・A・I
編曲：D・A・I、Seiji Kameda
表題1曲目のインストゥルメンタルバージョン。
4. under the moon (Instrumental) [4:26]
作曲：D・A・I
編曲：D・A・I、Seiji Kameda
表題2曲目のインストゥルメンタルバージョン。

## タイアップ
- フロム・ソフトウェア製Xbox専用ゲームソフト『叢 -MURAKUMO-』CMソング (#1)

## 収録アルバム
- TRUE SONG (#1)
- Do The A-side (#1,2)
- Do The Best "Great Supporters Selection" (#1)
- Anime and Game COLLECTION (#1)
- Do The Complete (#1,2)

## 2 of Us
「under the sun [2 of Us]」（アンダー・ザ・サン・トゥー・オブ・アス）は、日本のロックバンド・Do As Infinityの7作目の配信限定シングル。

### 概要
- 前作「魔法の言葉〜Would you marry me?〜 [2 of Us]」から続く16週連続配信企画『2 of Us』の第7弾シングル。

### 収録曲
1. under the sun [2 of Us] [4:00]
作詞・作曲：D・A・I
編曲：Ryo Owatari
大渡は今作の制作にはかなり難航、原曲をそのままアコースティックにしても答えが見えないとし、ガットギターを借りてサンバの要素を取り入れたという[2]。

### 収録アルバム
- 2 of Us [RED] -14 Re:SINGLES-